# Partons vite
Partons vite is een nummer van de Franse band Kaolin uit 2006. Het is de eerste single van hun derde studioalbum Mélanger les couleurs.
"Partons vite" gaat over ontsnappen uit het verleden, het omarmen van het heden en het genieten van het moment. Het nummer, geïnspireerd uit I Want You van Bob Dylan, werd een hit in Frankrijk en bereikte daar de 10e positie.

## Tracklijst
- Cd-single

1. "Partons vite" - 4:01
2. "Belle évidence" - 3:52